# Inxent
Inxent es una comuna francesa situada en el departamento de Paso de Calais, en la región de Alta Francia.

## Demografía
| 211 | 190 | 177 | 170 | 157 | 158 | 158 |
| Para los censos de 1962 a 1999 la población legal corresponde a la población sin duplicidades (Fuente: INSEE [Consultar]) |     |     |     |     |     |     |